# Heliotropium coriaceum
Heliotropium coriaceum là loài thực vật có hoa trong họ Mồ hôi. Loài này được Lehm. mô tả khoa học đầu tiên năm 1828.